# 天津市耀华中学
天津市耀华中学，曾名天津公学、耀华学校、天津市第十六中学，位于中國天津市和平区南京路106号，是天津市历史悠久的重点中学之一。
天津市耀华中学肇始于1920年代天津英租界华人纳税人参与租界管理的背景，1927年由实业家、天津英租界工部局华人董事庄乐峰等在天津英租界戈登道37号创办，初名天津公学，是一所华人纳税人捐资兴办并得到英租界工部局财政支持的私立精英学校，主要面向英租界内华人纳税人子弟。1933年，更名为耀华学校。1937年，耀华学校因位于英租界内，开办“特班”接纳因日军轰炸而失学的天津南开中学师生。
1952年，学校由天津市政府接管，由私立学校改为公立学校，更名为“天津市第十六中学”。1988年12月，学校复名“天津市耀华中学”。耀华中学的校训为“勤樸忠誠”，校门的匾额由近代书法家孟广慧书写。
截至2025年，耀华中学是天津市教育委员会直属重点中学、天津市示范性高中校、天津市耀华中学教育集团牵头校，现任暨第十七任校长为李莉，党委书记侯立瑛。天津市耀华中学校园内的耀华学校礼堂是天津市文物保护单位和特殊保护等级天津市历史风貌建筑。

## 名称沿革

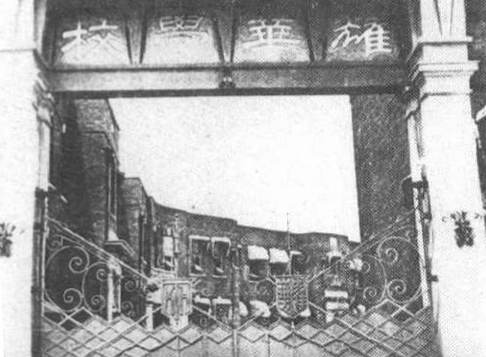
校门上孟广慧题写的校名

天津市耀华中学1927年创办之时，是一所服务英租界纳税华人的英式精英学校且隶属于天津英租界的行政管理机构工部局，故根据英国传统最初命名为“天津公学”，英文校名为韦氏拼音的“Tienchin Kung Hsueh”，简写TKH。
1933年，天津公學由於在國民政府教育部立案问题，更名“耀华”，由校董樊樊圃提名，取“光耀华人”之意，后引申为“光耀中华”。校友资中筠称，“耀华”校名体现了清末民初时代的风气与理想，“光耀中华”正是当时社会普遍共有的志向。1933年10月，经国民政府教育部核准立案，耀华学校的中学部改名为河北省私立耀华初级中学。1934年1月4日，耀华学校的小学部经天津市教育局核准立案，改名为天津市耀华小学校。1934年9月，经教育部核准，定名为河北省私立耀华中学校。
1952年12月23日，私立耀华学校由天津市人民政府接管，更名“天津市第十六中学”，校名由叶剑英题写。1966年8月，文革期间，学生曾一度将校名改为毛泽东主义战校。1988年12月21日，学校复名“天津市耀华中学”沿用至今。同时，在对外交流时使用“Yaohua High School”作为英文校名。

## 历史

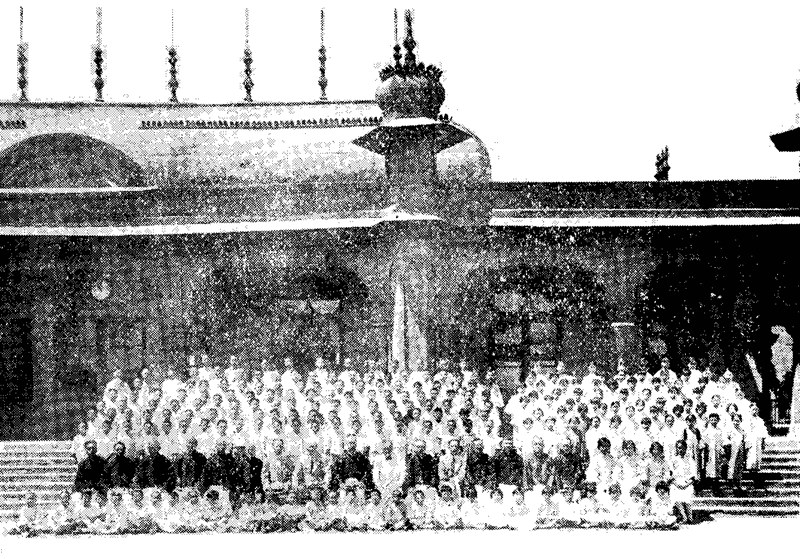
1927年天津公学开办时的摄影

### 英租界天津公学时期（1927-1933年）
1920年代初，天津英租界工部局创办了英国文法学校，但只有外国纳税人子女可以入学接受教育。1926年1月20日，时任天津英租界工部局华人董事的庄乐峰“会同陈巨熙，致函英工部局，建议对于英租界华人应有学校及医院之便利”“英租界向界内华人征收税款，理应用此做一些诸如兴办教育等有益公众的事”，后经英租界董事会商议，“英人学校，系由旅津英人募款建立，华人如能募集捐款当能照办”。英租界工部局也同意划定校址，从英租界登记的房地捐税中按每万元抽一角八分的标准拨给建筑费及平时经费，并定名为“天津公学”。
1927年，时任天津英租界华人纳税会董事庄乐峰联合鍾蕙生、冯仲文等人发起筹三万四千两白银创办天津公学，聘请北洋大学学监王龙光为校长，最初校址位于天津英租界戈登道37号。1927年8月14日，天津公学在《大公报》刊登招生广告招收男生，拟于8月22日举办入学考试，8月23日起再次刊登广告，因学位尚有余额开始招收女生。天津公学定位为服务英租界纳税华人的英式精英学校，英租界工部局根据每年华人纳税金额的1.8%对学校进行补助。英租界内还成立了与天津英租界工部局订立保管契约的天津公学保管团以主导学校管理事务。1927年9月1日，天津公学正式开学时共有学生33人，至第一学期结束时增至46人。

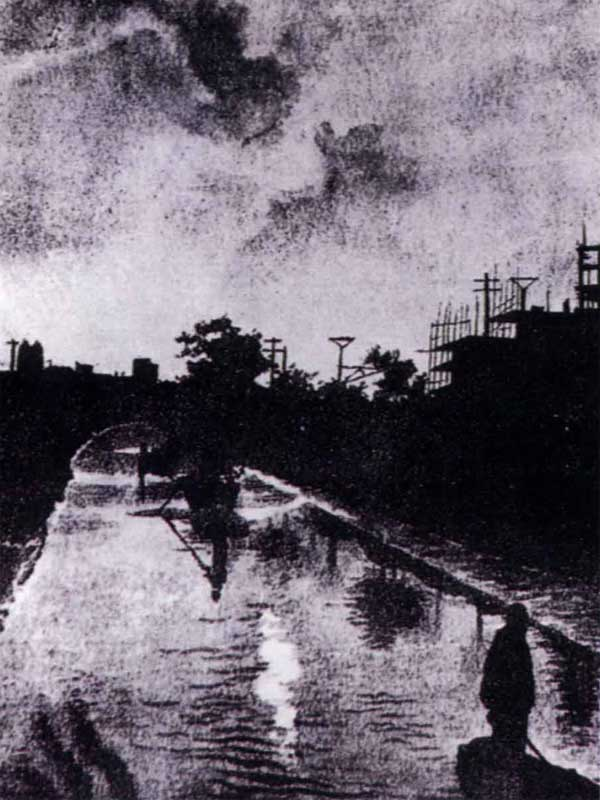
建设中的耀华校舍

1928年，学校迁址至红墙道（今新华路）天津英文学校旧址暂用办学，增设小学高级班，但申请就读者与日俱增，学校仍无法容纳，华人董事联名要求英租界工部局资助兴建新校舍，但遭英国董事以经费困难为由拒绝，最终中国董事决定自行募款建设，由庄乐峰主持募款事宜。由于庄乐峰负责筹措经费兴建新校舍，而英租界未能出资。为此，庄要求由自行举荐校长和教员人选，首任校长王龙光因此辞职。在1920年代末“教育中国化”的浪潮中，由英租界华人完全接管，成为私立学校。7月，曾官费留学哈佛大学、获建筑工程博士学位的严松章继任校长，在任期间，注重师资，优先聘请清华、北大等名校毕业生任教。同年，庄乐峰向英租界工部局提出划地扩建的要求，觅得墙子河畔一片52.945亩的洼地作为学校扩建的新校址，聘请英国建筑师设计建造新校舍，从国外购进物理、化学、生物等仪器。1929年，第一校舍落成，作为男生中学部；1930年第二校舍落成，作为小学部。1930年中学部成立，男女分班，有学生600余人，教职员30余人。
1931年初，天津英租界工部局天津公学学校管理委员会成立，为学校最高决策及监察机构，相当于学校的董事会，第一任主席团成员为庄乐峰、钟慧生、吴连珀，其他三名委员为裴恩德、郑慈荫和英国籍的德辅廊。同年，第三校舍落成，作为生物、化学等实验实习室以及女生中学部。
1931年4月，天津英租界选举人大会上，关于天津公学的经费问题曾引发租界内外籍与华籍纳税人之间的争论。英籍纳税人戴克认为“本年英文学校，改为金半银半，其补助似已减少”，所以天津公学的补助经费理应减少，并要求“新任董事于接办后，务请设法撙节各费”。中方代表提出“英国之英文学校较中国学之天津公学，资产为多，是否亦应一致等语”，时任董事长的英籍杨嘉立也对此解释“两处并无不等之事”“董事会认为对天津公学可尽量的补助”。
1932年，学校礼堂在校园东端开始动工兴建，工程造价为28万两白银。到1933年10月，在校学生达802人，学校建设已经初具规模。

### 英租界耀华学校时期（1933-1937年）

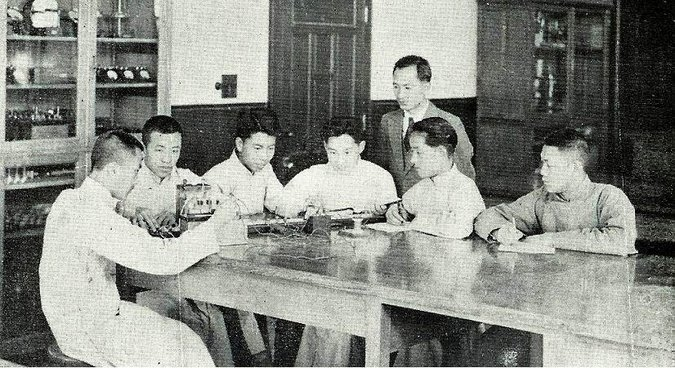
早年的物理实验课堂

1933年10月，根据国民政府关于学校备案的规定，中学部改名为河北省私立耀华初级中学。1934年1月4日，小学部更名为天津市耀华小学校。同年9月经教育部核准，学校定名为河北省私立耀华中学校。学校定名“耀华”，取“光耀华人”之意，后引申为“光耀中华”。同年，耀华校董庄乐峰以八百银元为价，经多方托请书法家孟广慧书“耀华学校”四字牌匾。
1934年6月底，第二任校长严松章因病辞职，天津公学管理委员会决定聘請国立北洋大学前任校长趙天麟接任第三任校長，7月1日到任。同年11月，耀华学校管理委员会規定校旗式樣为红地中配藍色盾形，由英文字母TKH組成，绕以华文校名，校徽規定用红蓝二色，校箴採用勤朴忠诚四字。
1934年8月，球場道舊校舍交還英租界工部局。1935年4月9日，学校举行礼堂落成开幕典礼，第四校舍也于該年10月15日竣工，同时，学校在围墙道和公学道新建校门两座，至此墙子河畔的新校舍全部竣工。1936年8月，《天津耀华学校记》和《本校礼堂落成记》石碑嵌入礼堂入口大厅的墙壁，保存至今。1936年6月，天津市举行首届高中毕业生会考，耀华学生的成绩居全市各校之冠。

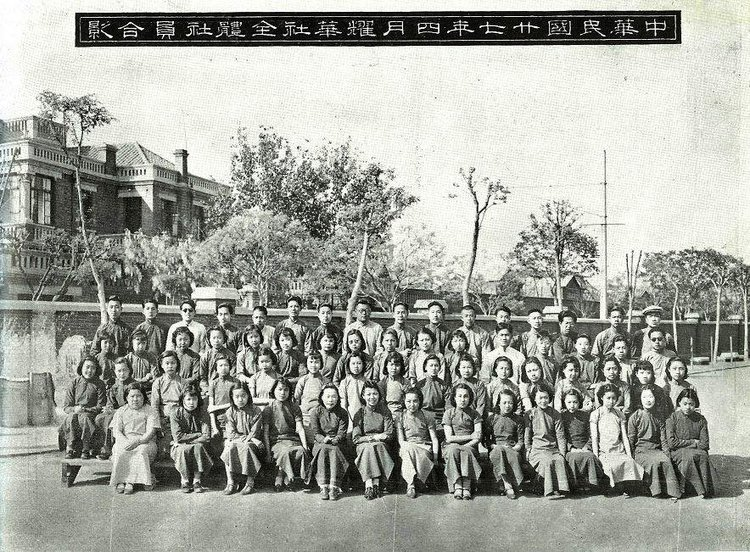
1938年耀华社社员合影

在抗日战争之前，耀华学校有“贵族学校”之名，一则因为它位于英租界中校舍、设备、师资等条件在当地首屈一指；二是袁世凯、曹汝霖、徐世昌、张学良等政商名流的后代均在耀华学校就读，学费也比当时一般的私立学校昂贵。同时抗战之前，耀华学校同英租界内教会学校一样重视英文教育，部分课程使用英文授课。1937年5月11日，耀华学校举行建校十周年校庆，“校门之内高搭彩坊，环以电灯，操场四周遍悬灯彩”，天津英租界名流及师生家长共计1300余人参加了典礼，各界为办学捐款已逾百万元，同时，校方每年出版《耀华年刊》，附有大量学校當時的影像资料，由耀华学校交归国民政府天津市教育局收存保管，现存于天津市档案馆。

### 战乱时期（1937-1949年）

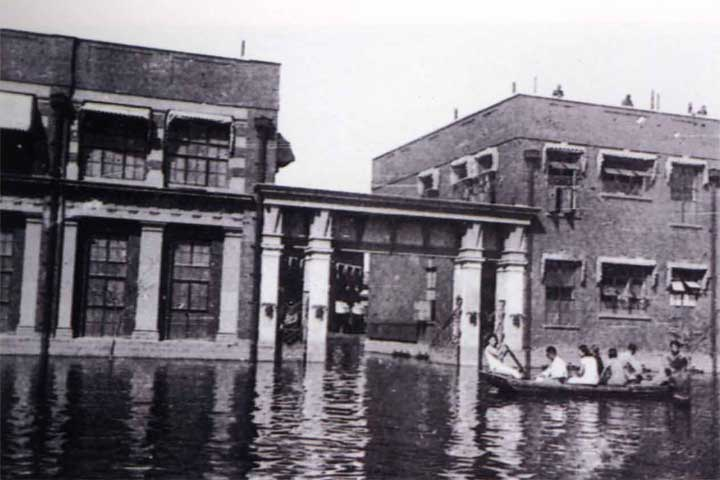
1939年洪灾期间的耀华学校

1937年七七事变后，位于租界外的南开大学、南开中学、河北省立女子师范学院等校舍校舍被日军飞机炸毁。南开大学开始向内陆搬迁，而南开中学部分师生则失学。耀华中学因坐落在英租界而幸免于难，耀华学校第三任校长赵天麟主动开设“特班”，收留包括南开中学师生在内的东北、平津地区因战乱而失学者1,007人，包括梁思礼在内的一批华界师生均转入耀华中学。为此，抗日战争时期的耀华中学校舍为扩容并改为上午、下午的两班制，以供由耀华与南开的师生上下午交替使用，原南开师生等下午在耀华学校校舍上课。随后，天津局势稍有稳定，但特班学生因耀华学校“设备完全，环境优良，教授热心”而不愿转学，希望在此继续学业。故一年后，耀华学校的中学正班改为“耀部”，特班改称耀华学校“华部”，而华部学生其上学年考试成绩优良者，择优提入耀部，以使得华部学生逐步减少，最终于1939年取消耀、华两部。河北省立女子师范学院的部分学生也转入耀华中学和圣功中学继续就读:48。

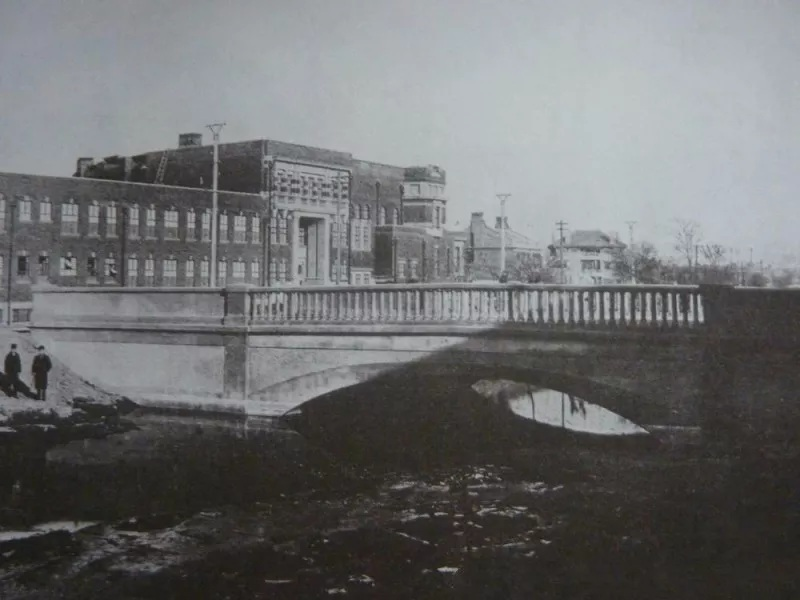
1940年代的耀华学校第三校舍和礼堂

在天津被日军占领后，赵天麟抵制占领当局推行的“亲善”教育，拒绝更换占领当局指定的教材和日军武装入校参观。每逢重大活动，耀华学校师生坚持唱中華民国国歌、悬挂中華民国国旗，引起日军的不满。1938年6月27日清晨，赵天麟校长在从家中前往学校途中，被日军暗杀团分子枪杀。随后，耀华学校全体师生及社会人士，自发地组织游行请愿，抗议日军暴行。時在武汉的国民政府对赵天麟颁布褒揚令，中华人民共和国成立后赵天麟亦被追认为烈士。
|                                    | 天津私立耀华中学校长赵天麟，于寇侵津市以后，尽量招纳学子，勗以奋斗图存，务伸正义，固我国本。嗣因敌方记恨，百端阻挠，终不为屈，竟遭狙击殒命。热忱亮节，殊堪嘉尚。 |
| ——褒恤天津私立耀华中学校长赵天麟令 | |

1939年8月，天津发生水灾，学校校舍一度成为灾民避难场所。灾后，学校为师生注射了霍乱、伤寒混合疫苗，以策安全。

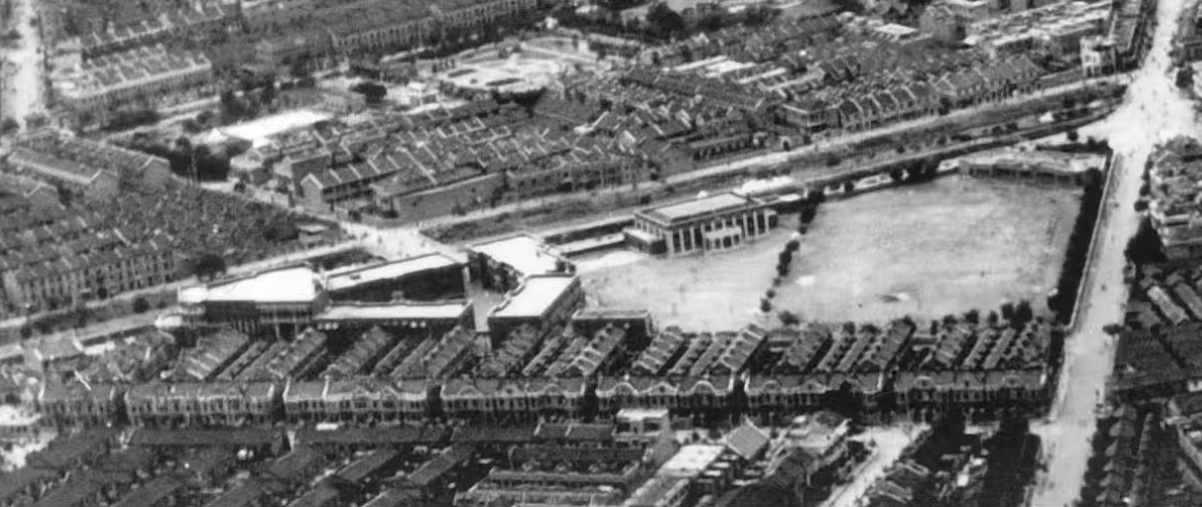
摄于1945年10月1日的耀华学校航拍图

1942年，耀华学校第五校舍落成。本年起，耀华学校被迫由教授英文改为教授日文。直至抗战结束，耀华学校重新恢复英文教学，部分课程重新开始使用英文授课。1947年1月1日，耀华中学学生与南开大学、北洋大学、南开中学等学校学生共3000人举行抗议美军暴行的游行。3月30日，天津工商学院管弦乐队借用耀华礼堂举办“天津工商大学募集助学金音乐演奏会”。同年暑期，国民政府委派《民国日报》总主笔俞大酉任耀华学校的第六任校长，此时校董事会成员有吴鼎昌、周寄梅、徐世章、前天津市市长张廷谔、时任天津市市长杜建时等。俞大酉任校长期间大力提倡课外社团活动，组建了歌咏团、舞蹈班、口琴队、话剧团、国剧社、演讲组等社团组织。1948年6月，在赵天麟校长牺牲10周年之际，耀华中学决定将学校图书馆定名为“君达堂”以示纪念前校长赵天麟烈士。同年12月中旬，国民革命军第九十四军第四十三师师部一个炮兵营和第一二九团团部，总共3000余人进驻耀华学校，并以此为据点。1949年1月15日，中国人民解放军三路攻城部队在耀华学校攻下驻守国军的最后一个据点后会师，正式接管天津并宣布天津“解放”。

### 1949年至文革前（1949-1966年）
1949年1月，耀华学校复校委员会成立后，耀华中学、耀华小学相继复课。同年2月，耀华学校校务委员会建立，赵伯炎任主任委员。1950年，抗美援朝时期，耀华学校共有73位同学报名参加中国人民志愿军，其中，郑宗庆、李俊水、陈尔和在抗美援朝战场上被授予“空军英雄”称号。1952年12月23日，私立天津耀华学校由天津市人民政府接办，改为公立学校，中学部与小学部分开，中学部更名“天津市第十六中学”，为天津市重点中学，也是天津市高中规模最大的中学，设有12个班级，542人在读，小学部更名“天津市五区五小”。从此，耀华学校的中学部和小学部分为两个独立单位。1956年6月20日，天津十六中制定的校规“对学生文明行为统一教育要求的七十二条”刊发在《中国青年报》上，引起社会广泛关注。同年8月29日，《中国青年报》全文发表“七十二条”并发表社论“培养教育中学生的一个重要问题”，就“七十二条”再次引发教育界的广泛讨论。1960年代，耀华中学被评为全国先进教育单位，耀华中学的飞机航模小组学生得到周恩来、邓颖超等国家领导人的接见与肯定。1962年12月18日和1963年2月初，教育部部长杨秀峰两次到耀华中学视察工作。

### 文革期间（1966-1976年）
1966年，文化大革命开始后，天津十六中教学秩序受到了相当程度的干扰。包括十六中在内的天津市各中学率先相应文革的造反运动。由学生组成的红卫兵组织蜂拥而起，揪斗学校领导和教师、冲击党政机关。6月8日，十六中学生成立了以天津市长胡昭衡之子李罗力为首的学生组织“十六中文革委员会”。6月21日，天津市委在民园体育场召开了全市中学生庆祝废除高考制度大会，天津十六中的学生在会上散发了言辞激进的《给全市革命青年的一封信》，号召天津市的中学生一致反对天津市委领导干部。天津市委领导高度重视事态发展，认为李罗力等学生造反运动与其父天津市长胡昭衡有关，因此认为十六中学生揭发批判天津市委的行为是“闹事”，于6月22日向天津市第十六中等大专院校、中学派出工作组，加剧了同造反派的对立。毛泽东在得知后指责工作组“起坏作用，阻碍运动”之后，天津市委被迫宣布支持天津十六中部分学生散发的《给全市革命青年的一封信》，并对在“十六中事件”中所犯的“方向路线性错误”进行检讨、撤走派往天津市各大专院校、中学的工作组。1966年8月，学生自发响应文革的政治运动，曾短暂将校名改为“毛泽东主义战校”。
1967年3月20日，天津市革委会要求天津十六中开始四年学制的试验，即初中二年，高中二年。1974年，天津市政府计划将天津十六中自市中心迁往天拖南地区，最终在师生、校友的反对下未能实施。然而文革期间，建校初期自外国购买的部分精良仪器设备遭到损毁。

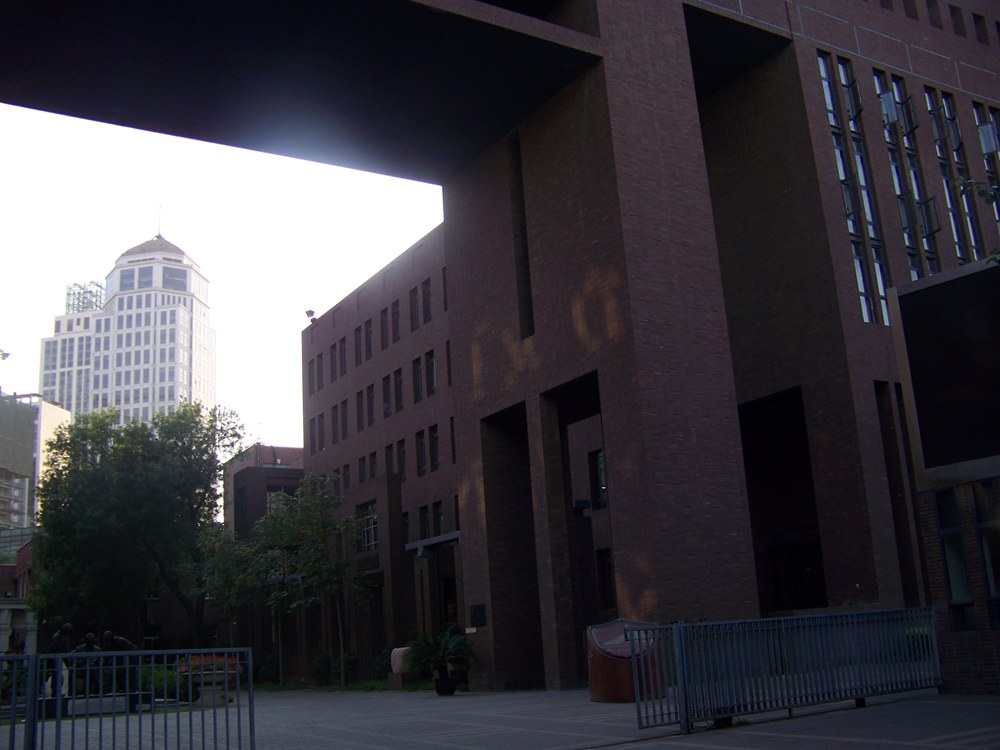
天津耀华中学山西路校门

### 改革开放以后（1976年至今）
1978年，天津市第十六中学被确定为天津市首批重点中学。1981年，经天津市政府重新核定，第十六中学为天津市教育局直属重点中学。1987年，天津十六中按照天津市方面教改试点要求，由完中校改制为天津市第一所高中试点校。1988年，学校决定复名“天津市耀华中学”，9月18日得到天津市教育局批准，复名大会于同年12月21日耀华礼堂召开。1988年，耀华中学开办学制4年的少年儿童早期智力开发实验班，1995年学制改为5年。
1990年，位于学校西南角的耀华科教馆落成。1993年，天津市鼓励个人和社会团体办学。1994年，以耀华中学为依托，建立了天津市华星中学。1998年，耀华中学图书馆重建落成。
1999年8月，时任天津市市委书记张立昌部署天津市中小学教育布局结构调整时，提出“再建几所‘南开’‘耀华’”，使耀华中学和南开中学成为天津市基礎教育的榜样学校。
2000年，借由中小学教育布局调整的契机，耀华中学取得天津市规划局等部门协助，将耀华路划归耀华中学使用，同时将原校址旁边已经被被开发商预购的耀华里土地归还，校园面积由49亩扩大为80亩。2002年，耀华中学改扩建工程被确定为天津市市政府重点工程。2003年8月，耀华中学新教学楼在老校区东北一侧的新校区落成。新教学楼分别以校训命名为“尚勤楼”“尚樸楼”“惟忠楼”和“惟诚楼”，其中尚勤楼为理化生实验楼。2005年，紧邻校园的新华职工大学教学楼改为耀华嘉诚国际中学初中部。2006年8月8日，天津市第一块历史风貌建筑保护标志牌在耀华中学礼堂前挂牌。同年，该校恢复义务教育段内初中招生。
2010年，耀华中学获得首届北京大学“中学校长实名推荐制”资格。2010年4月，青海玉树地区发生强烈地震，该校随即承担了563名灾区学生的转移安置和就学任务。同年10月，该校拔尖创新人才后备梯队培育中心成立并举行揭牌仪式。2014年，耀华中学与滨海新区教育局合作在天津自贸区滨海新区中心商务片区选址建设天津市耀华中学滨海学校。2022年，耀华中学与天津市红桥区教育局合作，在红桥区建立天津市耀华中学红桥学校。2023年3月，天津市耀华中学作为牵头校成立天津市耀华中学教育集团，天津市第二耀华中学、天津市耀华中学红桥学校为成员。

## 校园风貌

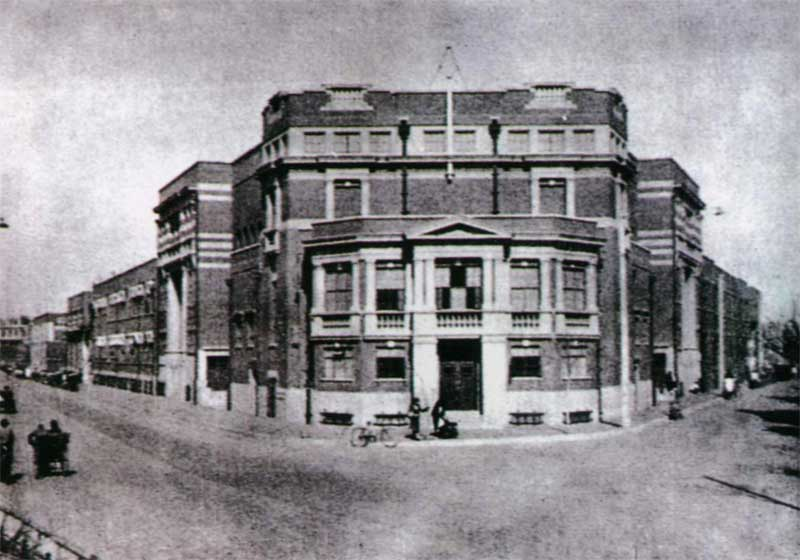
1940年代的耀华礼堂

### 老校舍
耀华学校的校舍选址于天津英租界时期围墙道的一块三角形地块上，采用封闭式、整体化的院落式布局形式，体现出高度的独立性和空间组织的完整性。其设计深受欧洲新艺术运动（法語：Art Nouveau）的影响，建筑风格现代而富有探索性，同时融入了西方古典建筑的表现手法，形成强烈的整体视觉效果与丰富的细节处理，被认为是20世纪初期在欧陆建筑创新思潮影响下形成的代表性佳作。
校舍总体平面呈不规则三角形，各建筑单体沿东侧边界呈围合式布置。第二校舍与第四校舍通过中部过厅“二四通道”相连，第一校舍与第三校舍则由耀华礼堂的前厅连接，实现建筑群之间的有效联通。最初校舍拟设计为三层，但由于选址处原为水塘，地基松软，耗费建材，最终减为二层。
建筑风格上，整体呈现出明显的折衷主义（英語：Eclecticism）特征：在强调立面简洁、注重功能实用的基础上，对入口门厅、交通节点及室内细部处理仍大量运用了古典建筑元素，如柱式、拱券、线脚等装饰构件，既回应了历史语汇，也提升了建筑的审美层次。
目前，耀华学校四座校舍及礼堂均是特殊保护等级历史风貌建筑。耀华学校礼堂始建于1932年，1935年落成，由英国建筑师库克和安德森二人共同设计的，被列入天津市文物保护单位。第三校舍和第四校舍原本拟请英国建筑师设计，后因费用较高，改由天津本土建筑师阎子亨设计。2011年8月，耀华中学拟斥资11,636万元对老校舍本着“修旧如旧”的原则进行加固、提升防震抗灾级别，但遭到部分天津文物保护人士的阻挠。

### 新校舍

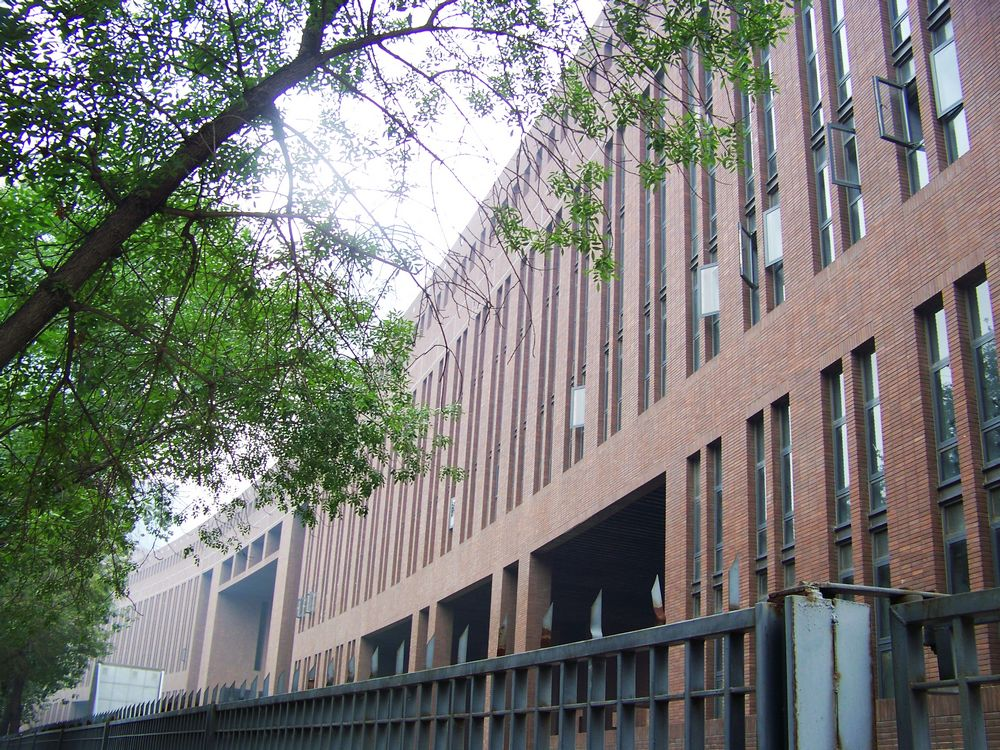
2003年落成的耀华中学新教学楼

2000年代，天津市耀华中学实施改扩建工程，被列入天津市政府重点工程，2002年开始设计新校舍，2003年8月建成，选址于耀华学校老校舍毗邻的耀华里住宅旧址，该项目由耀华中学校友、华汇设计总建筑师周恺主持设计，力图在建筑形式与功能布局之间实现平衡。新校舍由教学楼、理科实验楼、食堂、宿舍楼与游泳馆等设施组成，构成一套完整的中学教育建筑体系。设计过程中，学校听取了校友意见，知名校友、终身荣誉校长钱伟长提出，希望新校舍“风格不要过于悬殊，要与老校区保持整体一致性”，强调新老校区风貌的和谐统一。
新校舍的东北向主立面采用了柱廊设计，将四栋教学楼串联在一起，营造出统一而庄重的视觉效果。四座主要教学楼依据学校“尚勤、尚朴、惟忠、惟诚”的校训命名，其中尚勤楼为理科实验楼，尚朴楼、惟忠楼和惟诚楼为普通教学楼。这样的设计不仅符合功能需求，也加强了校园空间的秩序感。在建筑色调和材料选择上，新校舍延续了老校舍的红色主色调，保持了耀华中学师生对母校的集体记忆。同时，设计团队从老建筑中提取了象征性的建筑符号融入到新建筑的细节之中，实现了新旧建筑之间的平衡与过渡，表达了对历史的尊重与传承。
天津市耀华中学改扩建工程获得全国优秀工程勘察设计奖银奖、建国六十周年中国建筑学会建筑创作大奖。

### 耀华路

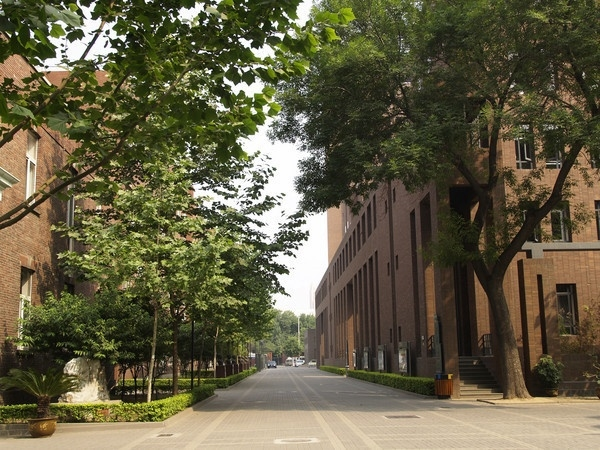
耀华路，左侧为始建于1927年的老校舍，右侧为2003年落成的新校舍

耀华路建于1921年，初名利斯克目道。1927年随天津公学（耀华中学前身）的成立而得名公学道。1943年，日本将天津英租界移交汪精卫政府后，英租界更名兴亚第二区，公学道随之改称兴亚二区22号路。日本战败后，兴亚二区22号路更名为耀华路。耀华路最初是天津市的一条市政道路，长330余米，连通营口道和南京路，道路西南侧为耀华学校，东北侧为民居耀华里。1960年代开始，耀华路被被煤店、园林管理班点、街道生产厂房、震后临时建筑所占据，据统计有77间1,981平方占据了整条耀华路。2000年8月，天津市在畅通工程中将占据耀华路的临时建筑全部拆除，恢复其通行功能。2003年8月，在原耀华里位置兴建的新校舍落成，分割新旧校舍的耀华路成为校园内部道路。

### 校园风物

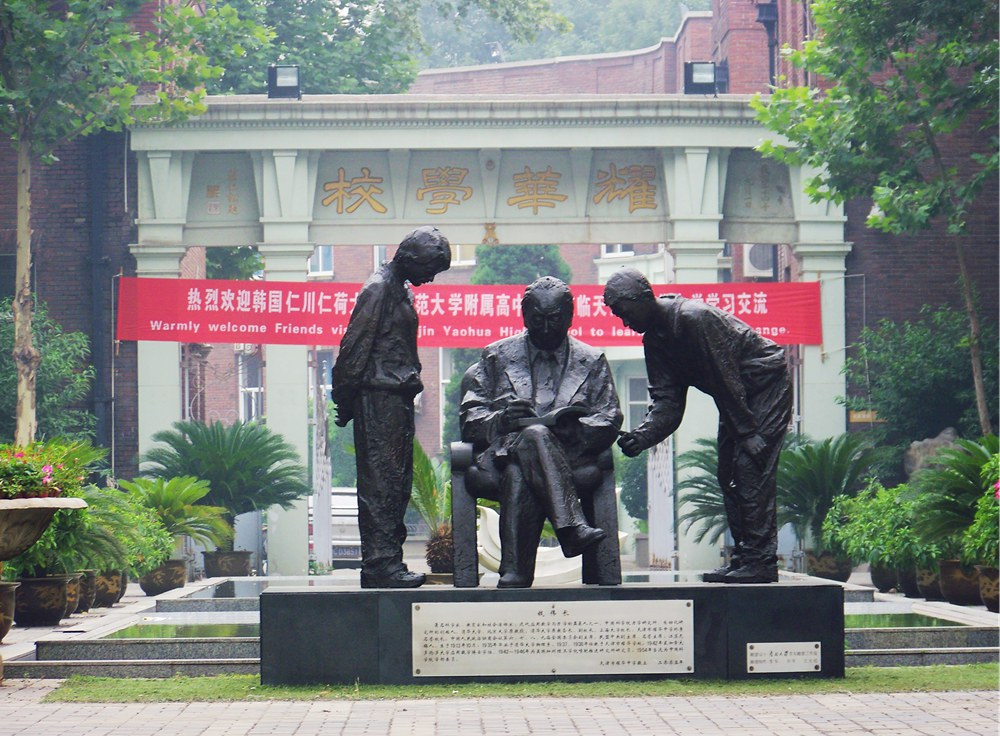
天津耀华中学钱伟长铜像

耀华学校在建校初期栽种法国梧桐，建设新校区后并进行了增种，历经90余年被视为学校历史的象征。
耀华校园中铜像共有十余座，已经成为学校景观重要的组成部分。1995年，在耀华科教馆前树立原校长赵天麟烈士铜像，后迁移至2006年落成的耀华中学校史馆前。2004年12月29日，校友的捐助集资30余万元，为在耀华任教过就读过的中国科学院、中国工程院院士在耀华路旁设立铜像。2005年11月，钱伟长院士铜像在新教学区“才华横溢”喷泉池前落成。2021年6月，天津美术学院捐赠的白方礼铜像在耀华路落成。
由于耀华中学校舍古朴，保留了近代建筑的风貌，时常成为影视作品取景之用。电视剧《张伯苓》《玉碎》和电影《梅兰芳》《风声》《白方礼》曾在耀华老校舍物理讲演室、耀华路、礼堂等处取景。

## 学校传统

### 校训
1934年，耀华学校确定“勤朴忠诚”为校箴，后改称为校训，并沿用至今。1948年的《耀华年刊》在序言中将校训“勤朴忠诚”诠释为“业精于勤，功成在朴，至诚则金石为开，尽忠则神祇可格。”2003年落成的4座教学楼以校训命名为“尚勤楼”“尚朴楼”“惟忠楼”和“惟诚楼”。2014年10月，中央电视台“校训是什么”系列报道中学篇第一集介绍了耀华中学校训。

### 校徽、校旗

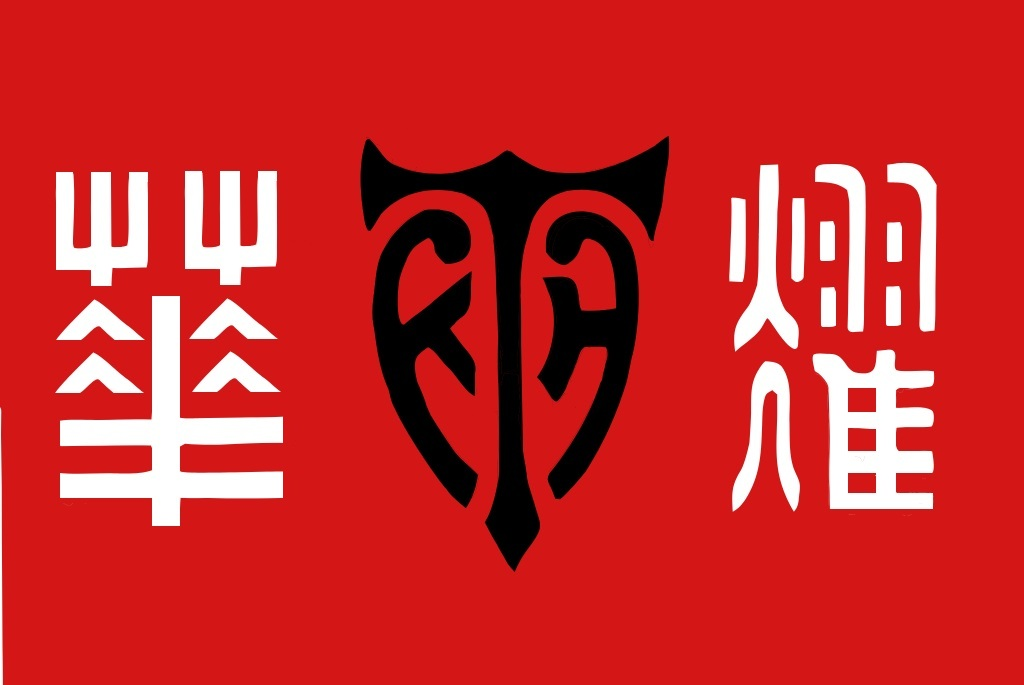
1930年代的耀华学校校旗

耀华学校校徽也曾称为校标，为盾形，中间书写“耀华”二字。不同身份人员佩戴不同底色校徽，耀华学校教职员佩戴红底色校徽，中学部学生佩戴蓝底色校徽，小学部学生佩戴黄底色校徽，学校工友佩戴绿底色校徽，家长佩戴紫底色校徽。中華人民共和國成立后，一度改为长方形校徽，教职工佩戴白底红字校徽，学生佩戴红底白字校徽。目前，耀华中学的标准校徽沿用最初版的蓝底色盾形校徽。1930年代，耀华学校管理委员会规定，校旗为红色，并用韦氏拼音的英文校名“Tienchin Kung Hsueh”的简写TKH做成蓝色盾形，绕以华文校名。

### 校歌
耀华学校校歌于1934年前后谱写并填词，但词曲作者及创作过程已无从考证。校歌最初为三个段落，而后精简为两个段落，沿袭至今。固定在每周升旗仪式奏唱国歌之后，全校集体唱校歌。同时在重大典礼活动和集会之时亦奏唱校歌。以下是校歌歌词：
|                | 环球人类文明日炽昌，教育神圣业，普及万邦；勖哉耀华为我学界光，宗旨纯且正，教导优良。斐然学子，济济聚一堂，日新复月异，进步无疆。 勤樸忠诚服膺我校训，智德体三育，策励维勤；淡泊宁静守樸率本真，仔肩社会业，忠以宅心。诚能动物，蔼然自可亲，敬业复乐群，淑世淑身。 |
| ——耀华学校校歌 | |

### 校庆活动
耀华中学早年校庆在5月举行，如1937年5月，适逢建校十周年及英国国王乔治六世加冕，作为英租界学校，耀华举行了为期三天的双重庆祝活动。此后，学校在建校75周年、80周年等纪念活动中，均将10月6日定为校庆日。
2002年，耀华中学建校75周年之际，全国政协主席李瑞环为耀华中学校庆题词：“面向时代、光耀中华”；曾在耀华学校教授物理课的物理学家钱伟长题词：“勤樸忠诚、耀我中华”，国务院副总理李岚清向学校致贺信。2007年10月，耀华中学建校80周年校庆之际，梁思礼、于敏院士等校友为学校题词，蒋大为等校友为校庆发来贺信，天津市有关领导和众多知名校友参加了校庆庆典。

## 教学情况

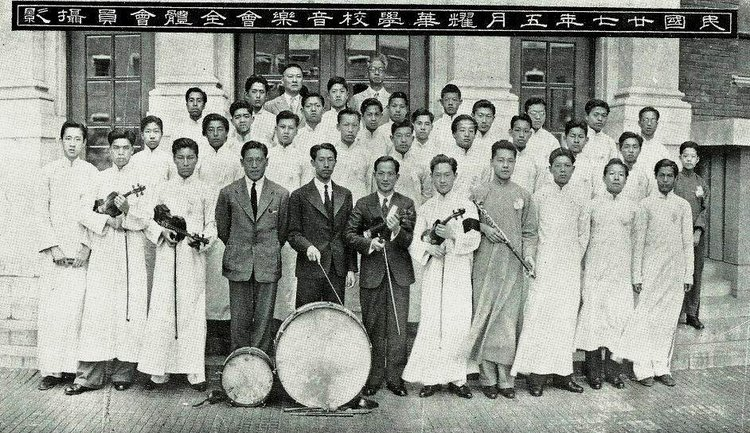
早年的校乐团合影

### 课程教育
耀华中学自建校初期在教学方面便“宗旨纯且正，教导优良”。1936年6月，天津市举行首届高中毕业生会考，耀华学生的成绩居全市各校之冠，高中会考全市前五名中有四名为耀华学子，这一成绩在当时引起轰动。燕京大学曾特批准耀华中学为“承认中学”，每年派人到耀华选拔新生。
1988年，耀华中学创办早期智力开发实验班，入学采取单独招生方式，施行初高中连读制，初中阶段教育2年，高中阶段教育3年，不需参加天津市统一的中考，是天津市最早开展超常教育的中学实践基地。在高考成绩方面，耀华中学毕业生多次获得天津市地区高考第一名的成绩，2000年，耀华中学毕业生包揽了天津市高考理科成绩的前四名。
至今，耀华学校在天津市的教学水平仍然为全市领先。近几年，耀华中学多名毕业生取得天津市高考状元的的成绩。同时，屡有学生获得诸如国际奥林匹克竞赛金牌等殊荣。耀华中学的高考录取率均达到本科率100%，重点率97%以上。

### 素质教育

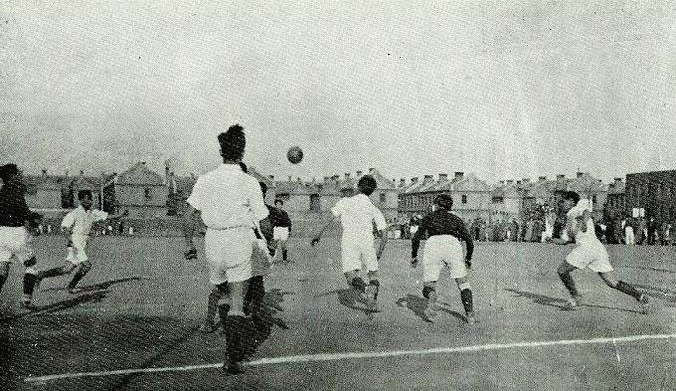
1930年代的学校足球赛

耀华学校主张德、智、体、美全面发展，校歌中即有“智德体三育，策励维勤”。资深学者、校友资中筠在其回忆文章中对母校自建校初期形成的“素质教育”不吝盛赞。耀华中学在30年代便建有堪与大学相媲美的体育场、室内体育馆、图书馆、实验室、大礼堂等，并开设歌咏团、舞蹈班、口琴队、话剧团、国剧社、演讲组等社团组织。1935年，学校获得天津市中学以上“体促”女子篮球冠军、天津市体育联合会中级组垒球冠军等，并在天津市中小学运动会上获男子中级总分第一、女子高级总分第一。1936年初，俄罗斯男低音歌唱家费多尔·夏里亚宾曾在耀华礼堂举办音乐会，听众不乏曹禺、沈湘在内的众多文艺界人士和学校师生等。1945年中国第一部交响诗《苏武》亦是在耀华礼堂首演。2007年，耀华中学民族艺术团应德国科尼西斯布隆市政府邀请于当地进行了校际交流和文艺展演。

### 奖学金体系

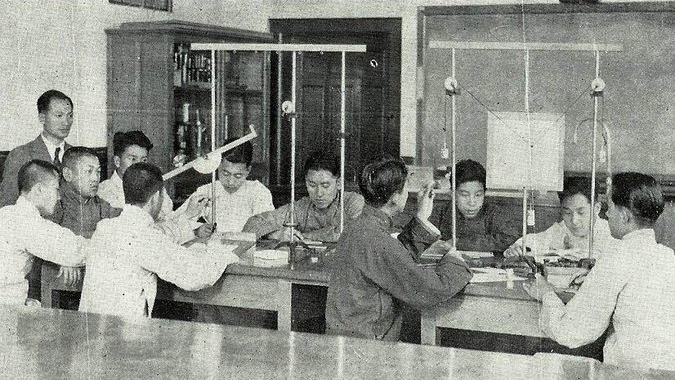
何作艇的物理实验课

自建校以来，学校即设立全勤奖等，并对考试成绩优异者颁发奖品、图书等以资鼓励。如1940年时，梁思礼、赵复三等曾获得该项奖励。学校因坐落于天津英租界，故英租界工部局每年拨款为成绩最优者颁发英皇奖学金。沙逸仙、聂眉初等曾获此项奖励。此外，耀华学校编列清寒学生奖学金以提倡家境清寒、品学兼优学生来校学习。1939年起，学校及校长决定将减支校长薪俸的一部分，划拨给清寒奖学金。2012年6月，校友唐宁及宜信公司在耀华中学设立“李婉文奖学金”和“耀华-宜信社会责任教育基金”。

### 师资情况
耀华中学自1927年创办以来，规模不断壮大。1948年时，耀华学校中学部、小学部共有学生1,336人，24个教学班，教师77人。截止到2013年，耀华中学共有教职工315人，其中教师283人，国家级骨干教师3人，市、区级学科带头人41人，特级教师19人，中学高级教师123人。超过三成教师拥有博士、硕士学位，在校学生共有61个教学班，2767人。

## 管理

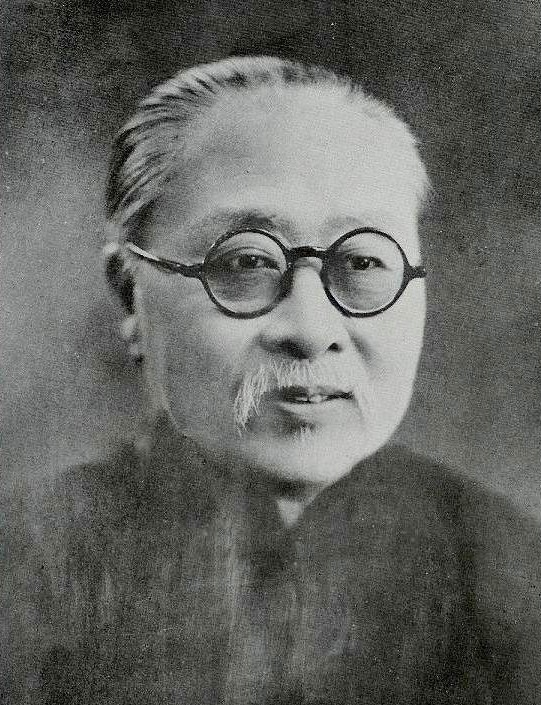
耀华学校创办人庄乐峰

### 制度及权属
1929年，天津英租界成立与天津英租界工部局订立契约的教育保管团，后分立为天津公学保管团和英文学堂保管团，法理上为受天津英租界工部局之托，负责天津公学和天津英文学堂的资产管理的受托人，但其并不直接干预学校的日常运转和教育教学工作 ，校务管理由两校的管理委员会负责。1930年，英租界章程修正案，纳入了专职负责天津公学的天津公学保管团相关规定。保管团须每年先后向英租界纳税华人会和天津英租界选举人大会报告。以《大公报》登载的1932年天津英租界中国纳税人会议为例，“由天津公学管理委员庄乐峰报告该校二十年（1931年）决算及二十一年预算，认为满意，全体通过。继由天津公学管理委员吴莲伯、校长严东牧分别报告该校立案经过及去年学校状况，随即选举该校二十一年度管理委员，结果庄乐峰、吴莲伯、赵君达当选。”
抗战胜利后，中华民国收回英租界，双方代表就耀华学校产权在内的问题进行谈判，中方代表坚持学堂应予接收，且原英租界受托人已无力管理相关资产。1947年起，天津市政府开始向学校派驻管理者，如派国民党党籍教育家俞大酉任校长。1949年起，天津市军事管制委员会接管天津市教育系统。
随着内战爆发，局势变更，天津英租界内部分财产的产权在法理上仍属于英国或其国民，但後者已失去實際控制权。至1987年6月5日，中华人民共和国合同法与英国政府签署《关于解决历史遗留的相互资产要求的协定》，厘清了历史上两国间遗留下的全部资产问题，原天津英租界内遗留不动产共71.8万平方米及其他财产正式确权。

### 管理者

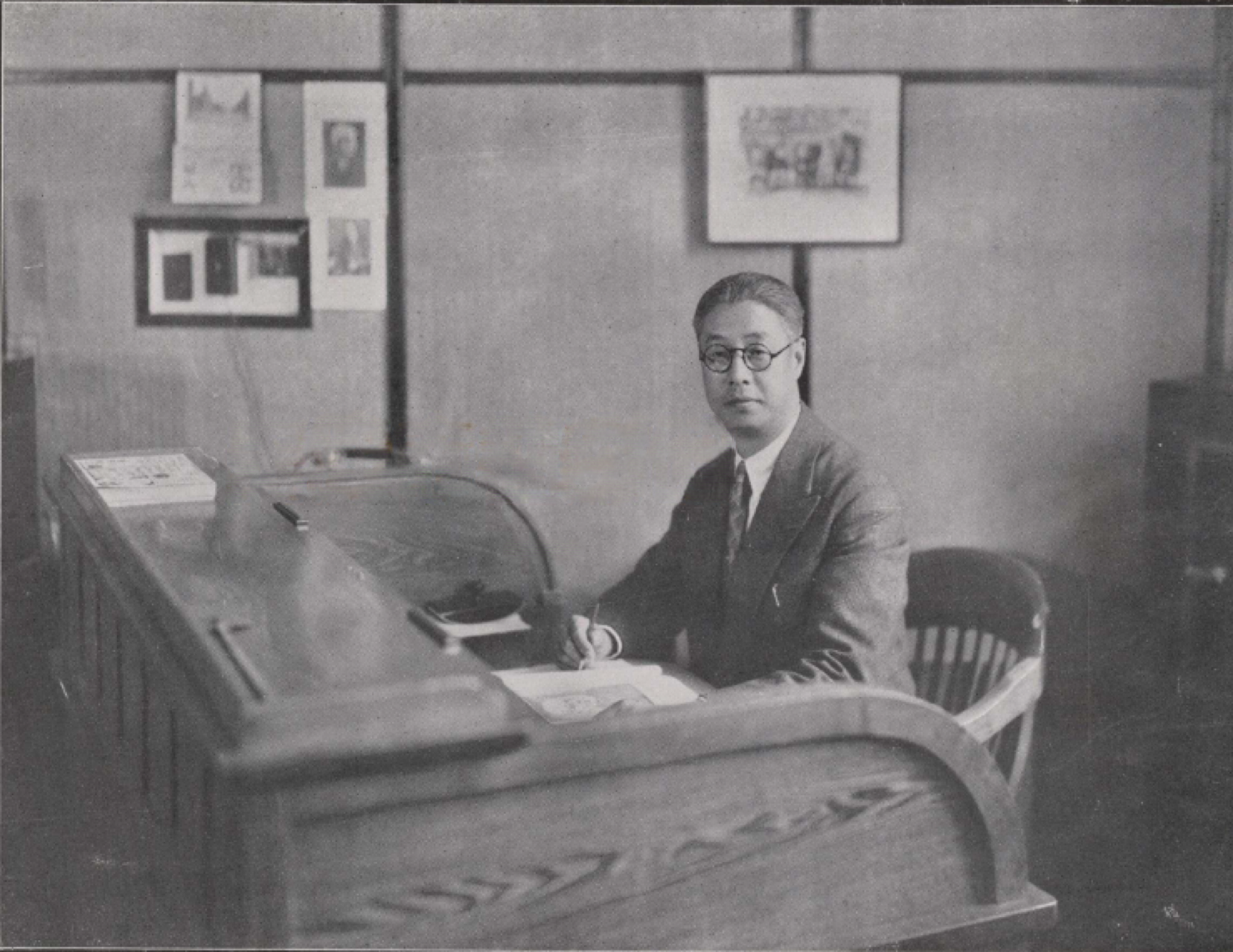
第三任校长赵天麟

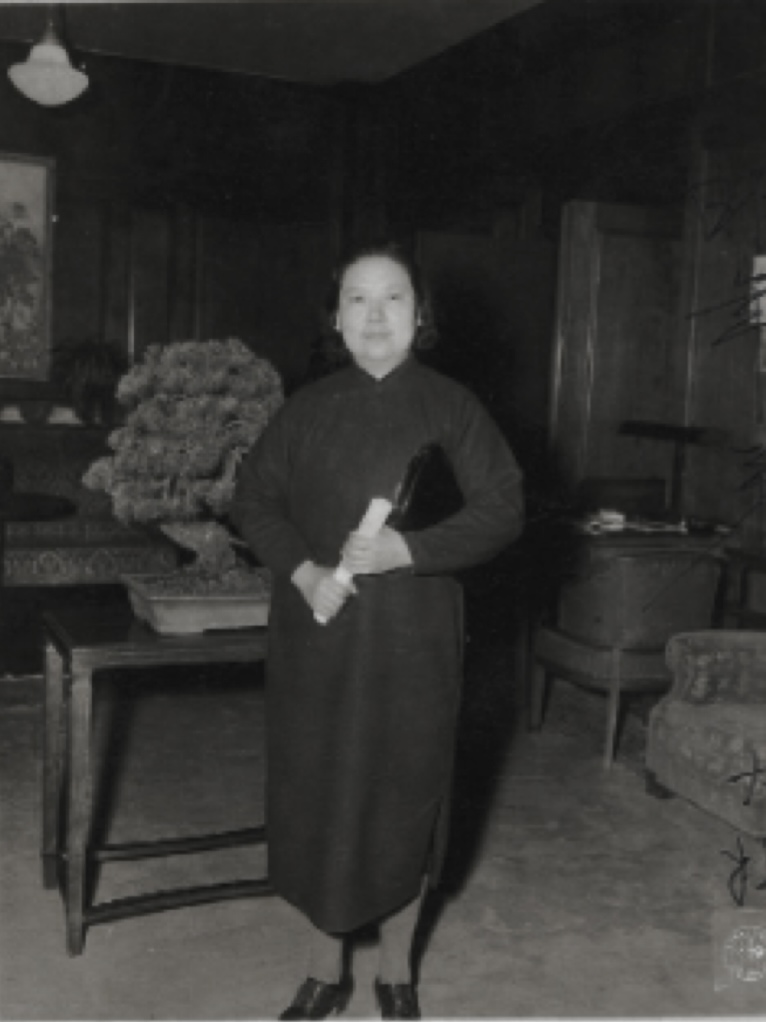
第六任校长俞大酉

耀华中学自创办以来，共历经十七任校长。1927至1928年，由曾任北洋大学学监的王龙光任首任校长。由于兴建新校舍英租界工部局未出资，由庄乐峰主持募款因而取得校长、教员举荐权，王龙光被授意辞职。1928至1934年，哈佛大学建筑工程专业博士严松章担任第二任校长。1934年起，原北洋大学校长、哈佛大学法学博士赵天麟担任校长，任内制定了“勤朴忠诚”的校训，1938年遭暗杀。同时，校董樊樊圃接到恐吓信，要求其不得担任校长。在國立北洋工學院任教兼任法律顾问的律师張務滋拟受聘担任校长，但到校当天即接到了匿名恐吓信，退回了校长聘书。1938至1939年，具有日本留学背景、曾入读早稻田大学留学的原启新洋灰公司经理金邦平任第四任校长。1939至1947年，陈晋卿担任校长。
1947至1949年，民国时期知名记者、天津《民国日报》总主笔俞大酉担任第六任校长。俞大酉任职期间大力提倡社团活动并修订完善了学校管理制度，直至天津市军事管制委员会接管天津市教育系统，1949年2月25日，天津市耀华学校召开批斗大会批斗俞大酉迫使离任校长职务。
1949至1950年，赵伯炎担任第七任校长。1950至1956年、1957至1960年 ，《张家口日报》总编辑韩烽两度担任校长。1956至1956年、1978至1984年，毕业于辅仁大学物理系的金秉真先后两度担任校长。1957年，魏偕元曾担任校长数月之久。1961至1968年，于汝鲛担任第十一任校长。1972至1978年，费春和担任第十二任校长。1984至2000年，阎治身担任耀华中学第十三任校长，也是任职时间最长的校长。2000至2008年，数学教师曲丽敏担任第十四任校长。2008年至2021年2月，数学教师任奕奕担任第十五任校长。2021年2月至2024年11月，数学教师侯立瑛担任第十六任校长。2024年11月起，历史教师李莉担任第十七任校长。
2002年，耀华中学授予1937年曾在耀华中学担任物理教师的钱伟长“终身名誉校长”。

## 校友
下文列举部分求学或毕业于天津公学、耀华学校各学部、天津市第十六中学和天津市耀华中学的学生，或曾于此任教的学者和其他有影响力的社会人士。耀华中学在建校初期多位政商名流子嗣就读学校，诸如清朝皇室的溥任、金韫娱和金韫欢。1947年8月，耀華中學校友總會成立。
耀华中学建校以来，培养出诸多在各界有所建树的人士。诸如，1947届校友金怡濂和1944届校友于敏先后获得国家最高科学技术奖的荣誉。中科院院士孙家钟、中国工程院院士金怡濂、钢琴教育家刘畅标、中国社会科学院荣誉学部委员资中筠和原西北电管局总工程师钱家镶等曾为耀华中学的同班同学。

### 两院院士

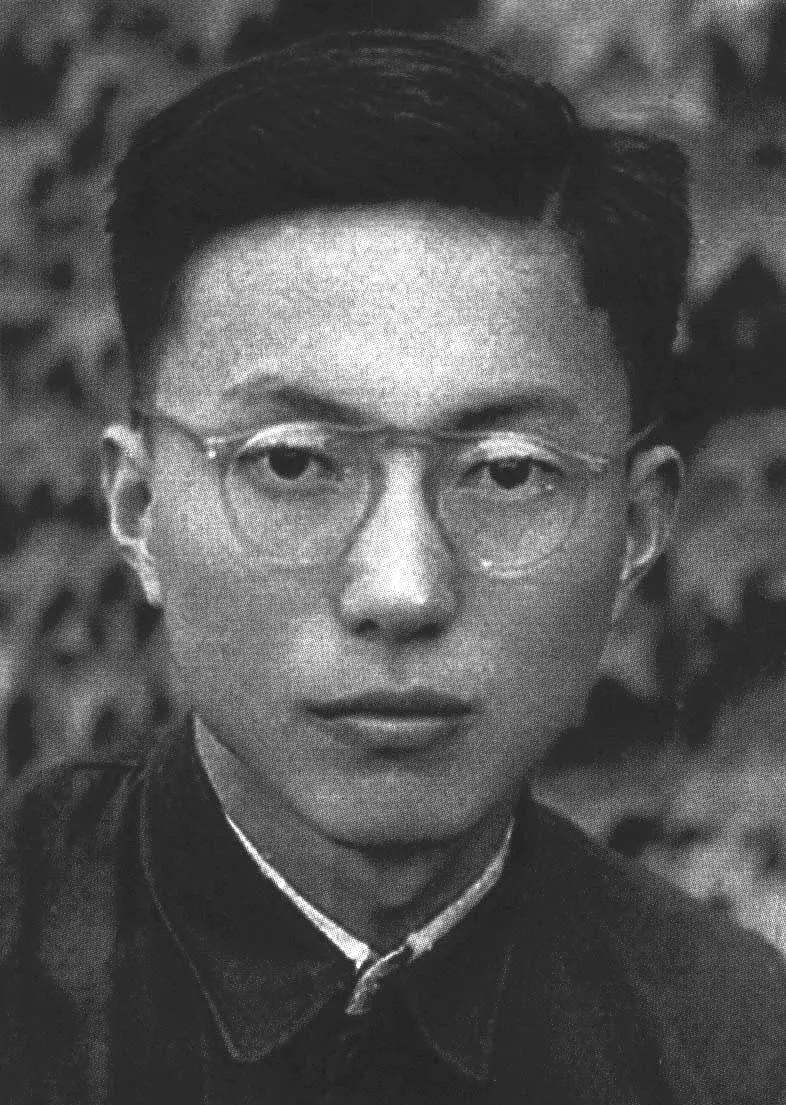
1947届校友、大型计算机专家金怡濂

耀华中学校友中院士校友群体备受校方推崇，为此2004年校方在耀华路修建了14座院士校友铜像。耀华校友中的中国科学院或中国工程院院士有1938届校友、小儿外科专家张金哲，1938届校友、地质学家郝诒纯，1940届校友、物理学家金建中，1941届校友、梁启超之子、导弹控制专家梁思礼，1942届校友、物理化学家朱起鹤，1944届校友、两弹一星功臣、国家最高科技奖获得者、理论物理学家于敏，1945届校友、化学家王夔，1946届校友、物理冶金学家、化学家孙家钟，1946届校友、物理冶金学家、国际铸造学会主席周尧和，1947届校友、国家最高科技奖获得者、大型计算机专家金怡濂，1949届校友、化工结晶专家王静康，1950届校友、雷达与通讯系统专家王越，1957届校友、飞行器专家冯培德和1965届校友、海洋学家冯士笮等。

### 学界

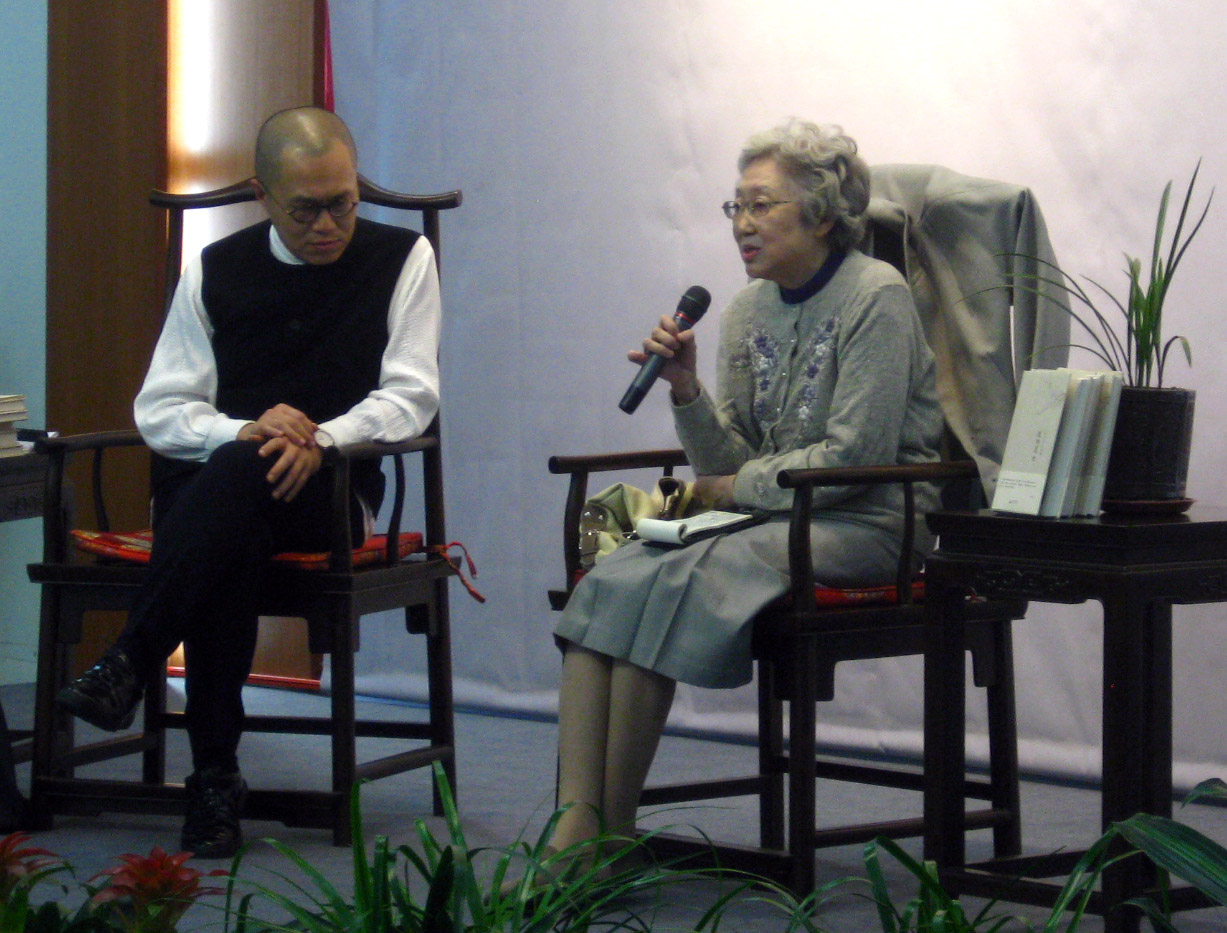
1947届校友、学者资中筠（右）

除中国科学院、中国工程院院士外，耀华校友中在学界的人物有1938届校友、设计建造世界第一台通用数字计算机ENIAC工程团队的核心成员朱传榘，1938届校友、有机分析化学专家沙逸仙，1941届校友、北京工业大学创办人之一宋硕，1942届校友、中国社科院原副院长赵复三:605，作家、翻译家刘保端，1946届校友、国际政治及美国研究专家资中筠，1948届校友、北京大学生物系主任顾孝诚，1950届校友、清华大学党委书记、副校长方惠坚，1950届校友、中国社会科学院副院长郑必坚，1950届校友、北京军区总医院主任医师华益慰，南开大学原校长侯自新，苏州大学原校长陈克潜，中国建筑师学会资深建筑师黄星元等。

### 政界
耀华校友中的政界人士有原天津市市长聂璧初，原美国蒙特利公园市市长、美国国务院东西方研究中心董事陈李婉若，1945届校友、新华社香港分社社长周南，1945届校友、原中共中央财经领导小组副秘书长马彭祖，1949届校友、外交部首位女发言人李金华，1958届校友、原对外贸易经济合作部副部长谷永江，1959届校友、天津市政协副主席周绍熹，中国驻外大使于振起及夫人1967届校友、原中纪委副书记马馼。

### 文学艺术界
文艺界耀华校友包含东方艺术史教授、《未央歌》作者鹿橋:51，1937届校友、《人民日报》群众工作部主任聂眉初，1938届特班校友、演员黄宗江，1944届校友黄宗洛，石挥，1948届校友、天津人民艺术剧院一级演员左杰，1957届校友、画家黄权山，1958届校友、国家一级演员周继纬，1958届小学部校友、国家一级演员鲍国安，1966届校友、歌唱家蒋大为，京剧演员齐啸云，1981届校友、歌手刘欢，书画家陈骧龙，2002届校友、科幻文学作家、2016年雨果奖得主郝景芳。

### 教工校友

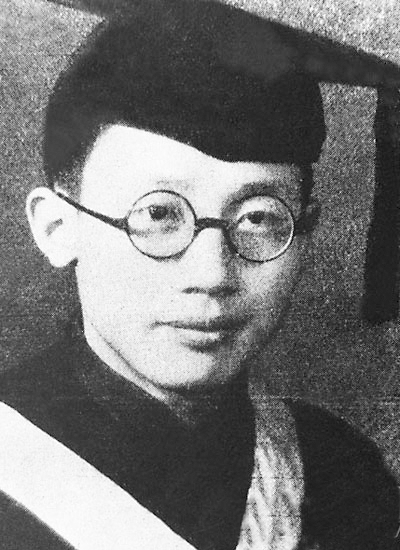
曾在耀华中学教授物理并任班主任的钱伟长

耀华中学的教工校友有第三任校长、北洋大学原校长赵天麟，物理学家钱伟长曾在耀华学校教授物理课并担任女生班班主任。中央文史馆馆员郑菊如曾在耀华中学担任国文教师:88，物理教育家杨桂宫、地质学教育家苏良赫、音乐家张肖虎、音乐家莫桂新等均曾在耀华任教。画家李文珍1946年进入天津耀华学校担任美术教师，同时进行油画创作。

## 耀华系列学校

### 耀华教育集团
2023年3月，天津市耀华中学作为牵头校成立天津市耀华中学教育集团，已落成的天津市第二耀华中学、天津市耀华中学红桥学校为第一批成员学校。
天津市第二耀华中学，初名天津市耀华滨海学校，成立于2006年，位于天津市东丽区登州南路98号。天津市耀华中学红桥学校成立于2023年，位于天津市红桥区习艺所南街4号。
2014年，耀华中学与滨海新区教育局合作在滨海新区中心商务区选址建设一座中学。2024年9月，天津市耀华中学滨城学校正式成立。
目前，天津市耀华中学正在与天津市有关部门合作建设天津市耀华中学武清学校、天津市耀华中学泰达学校。

### 其他相关学校
天津市嘉诚中学，曾名耀华嘉诚国际中学由天津市耀华中学和北京加成通业信息咨询有限公司共同创办，前身是公办民助的天津市华星中学，曾以收购的新华职工大学教学楼更名的明德楼作为初中教学楼，2009年更换北京北方投资集团为新的办学合作伙伴。
耀华小学，隶属于天津市和平区教育局，历史上原本是耀华学校小学部，同耀华中学有历史渊源。1952年12月23日，私立耀华学校由当时的天津市人民政府接管后改为公立学校，小学部更名为“五区第五小学”，几经合并拆分，2007年10月6日于耀华中学80年校庆之际，更名“耀华小学”，但与耀华中学并无隶属关系。

## 对外交流与合作
2009年，耀华中学在哥伦比亚新格拉纳达学校建立了哥伦比亚的第一所孔子课堂。
2013年12月，在天津市教委与滨海新区协调下，耀华中学与天津开发区二中、塘沽紫云中学正式签订校际联盟协议。在国际交往方面，耀华中学国际部与美国纽约州立大学、麻省大学、肯特州立大学、蒙大拿大学、罗彻斯特理工学院等建立了合作关系。